# Seine à Rouen

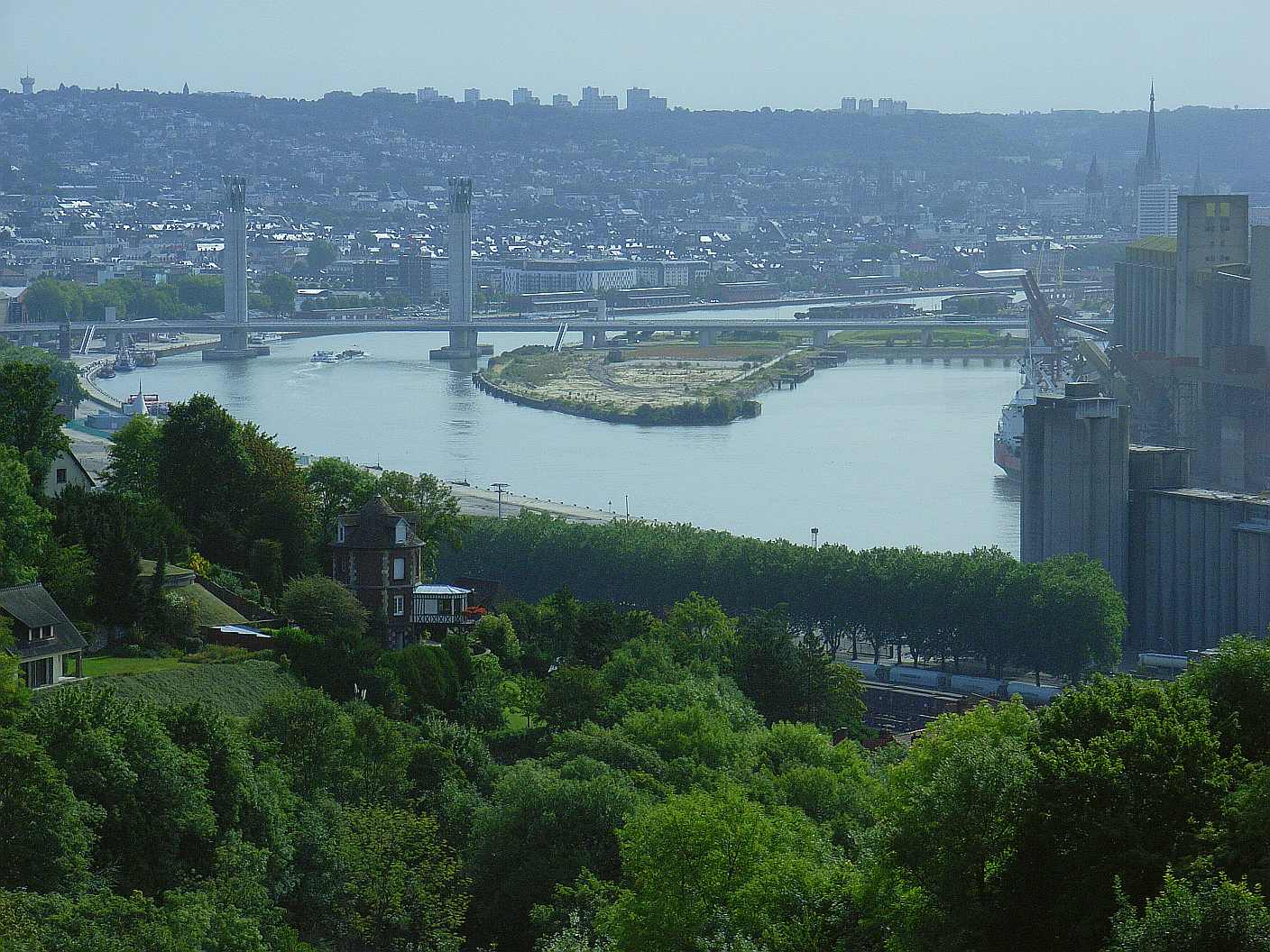
Vue du pont Gustave-Flaubert, depuis Canteleu.

La Seine fait partie du paysage rouennais. Elle s'écoule au sein de Rouen sur 179 ha et fait en moyenne 170 m de large. Il faut encore parcourir 125 km pour rejoindre la Manche. Elle partage la métropole normande en deux parties : la rive droite (rive nord) et la rive gauche (rive sud). L'île Lacroix est la dernière île sur la Seine avant la mer. La marée se fait ressentir jusqu'à Rouen comme en témoigne la variation du niveau de la Seine (marnage moyen de 3 m).

## Affluents
La Seine compte trois affluents à Rouen : 
- l'Aubette, rivière longue de 4,5 km qui prend sa source à Saint-Aubin-Épinay,
- le Cailly, rivière longue de 29 km qui prend sa source dans le pays de Caux,
- le Robec, rivière longue de 9 km qui prend sa source à Fontaine-sous-Préaux.

## Île Lacroix
Il existe une île sur la Seine à hauteur de Rouen. Il s'agit de l'île Lacroix. Elle abrite le centre sportif Guy-Boissière construit en 1970 et qui comporte une piscine et une patinoire. On y accède grâce au pont Corneille. En outre, le pont Mathilde et le viaduc d'Eauplet passent au-dessus de l'île. 

## Ponts sur la Seine

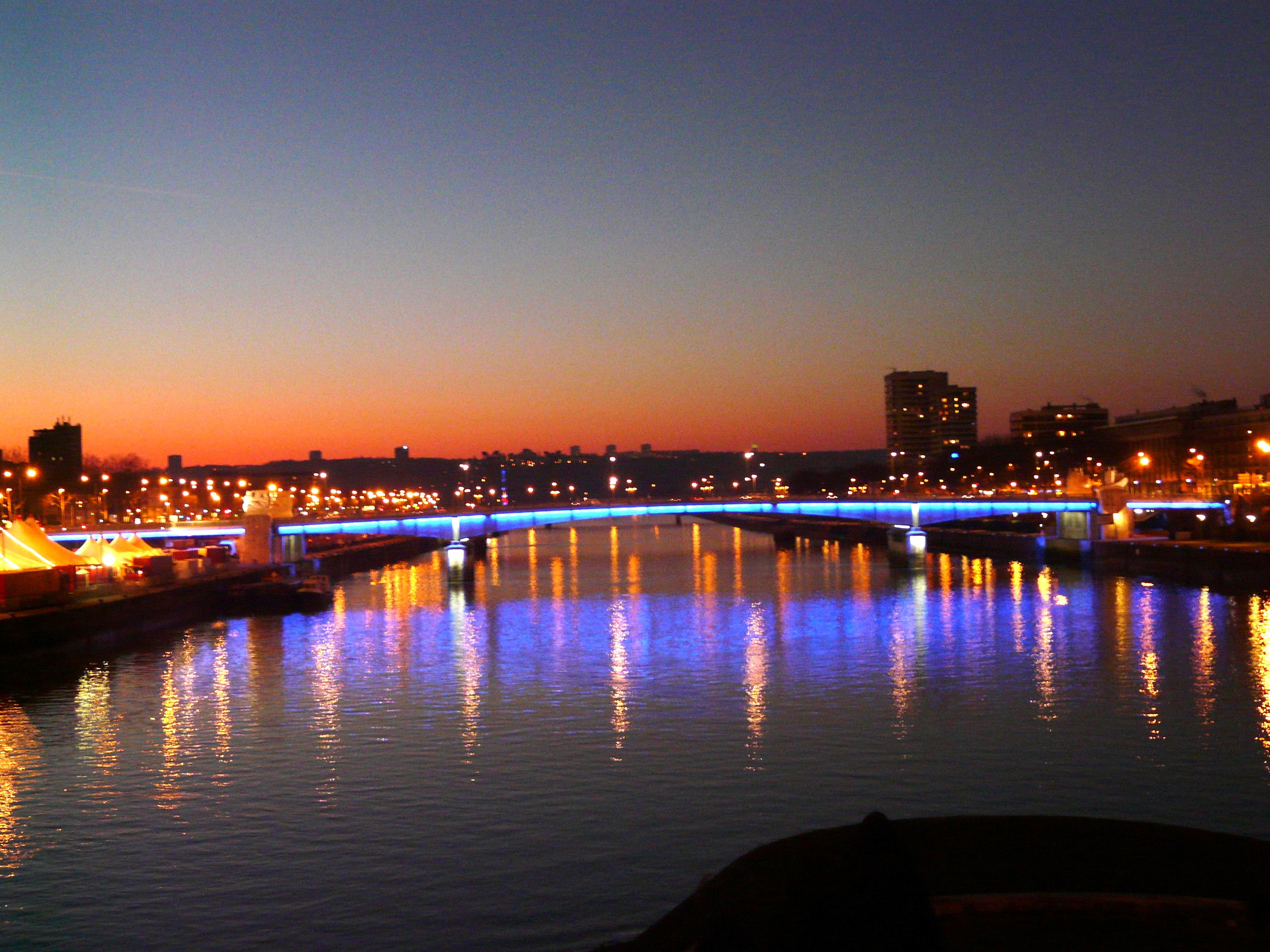
Pont Boieldieu de nuit.

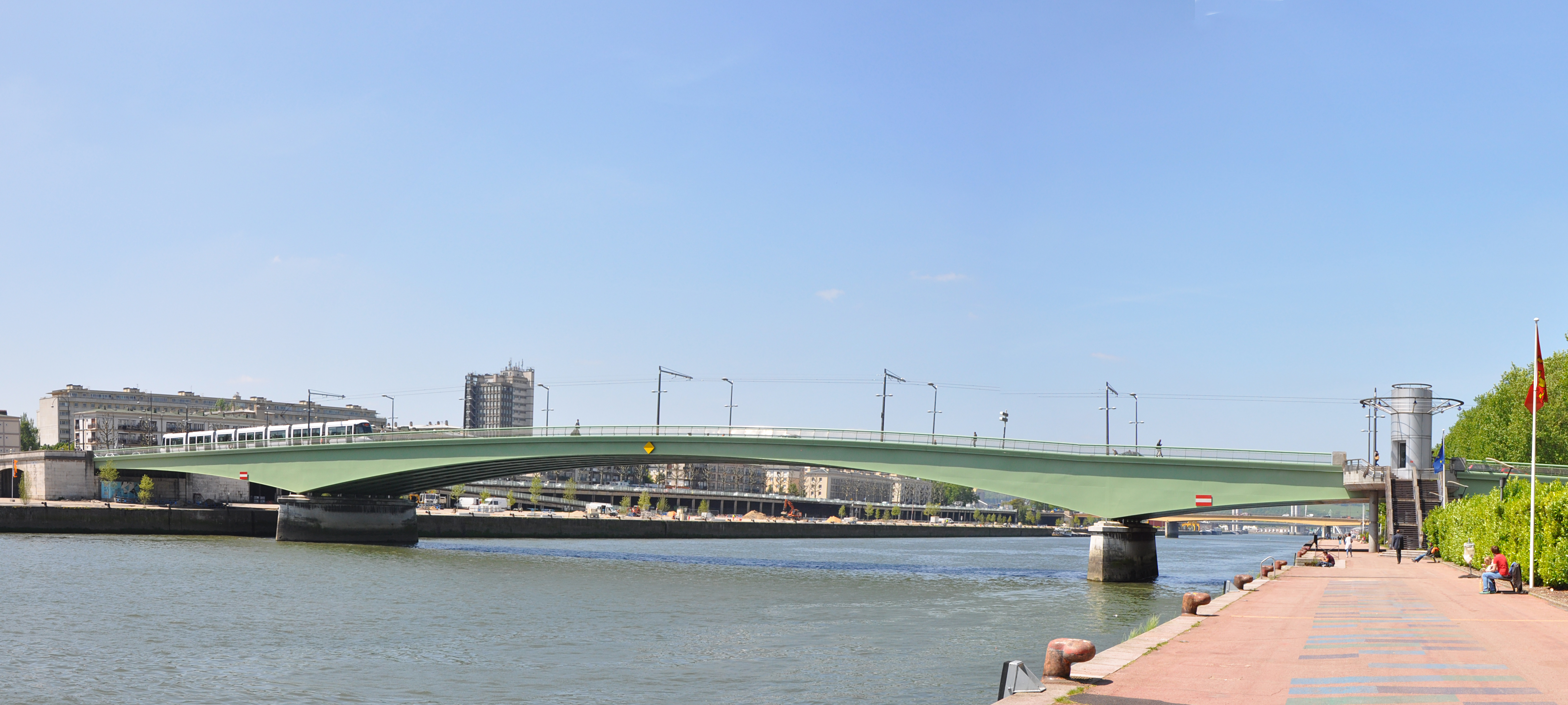
Pont Jeanne d'Arc et tramway

Pont Boieldieu

Le pont Corneille relie l'île Lacroix aux deux rives. Au fond à gauche tronçon du pont Mathilde après l'accident du 29 octobre 2012.

Six ponts et un viaduc ferroviaire permettent de traverser la Seine à Rouen :
- Le pont Gustave-Flaubert, initialement appelé 6e pont, constitue le sixième franchissement du fleuve. C'est le plus en aval,
- Le pont Guillaume-le-Conquérant a été mis en service en 1970,
- Le pont Jeanne-d'Arc a été mis en service en 1956. Le métro de Rouen l'emprunte pour relier les deux rives de la ville depuis sa mise en service en 1994.
- Le pont Boieldieu a été mis en service en 1955.
- Le pont Pierre-Corneille, dont la mise en service date de 1952, permet d'accéder à l'île Lacroix en plus de relier les deux rives.
- Le pont Mathilde a été utilisé à partir de 1979. C'est le pont routier le plus en amont. Il permet le contournement Est de la ville.
- Le viaduc d'Eauplet (ancien pont aux Anglais de 1913). C'est un des ouvrages d'art de la ligne Paris - Rouen - Le Havre

Les ponts Boieldieu et Corneille existaient avant guerre mais ils furent détruits en juin 1940 pour retarder l'avancée allemande. Il existait également un pont transbordeur (sur l'emplacement actuel du pont Guillaume-le-Conquérant) qui connut le même sort. Le viaduc d'Eauplet a également souffert de bombardements en 1944 destinés à retarder la retraite de l'armée allemande.

## Les quais de Rouen
| Nom                          | Rive   |
| ---------------------------- | ------ |
| Quai du Pré-aux-Loups        | Droite |
| Quai de Paris                | Droite |
| Quai Pierre-Corneille        | Droite |
| Quai de la Bourse            | Droite |
| Quai du Havre                | Droite |
| Quai Gaston-Boulet           | Droite |
| Quai de Boisguilbert         | Droite |
| Quai Ferdinand-de-Lesseps    | Droite |
| Quai Émile-Duchemin          | Droite |
| Quai Richard-Waddington      | Droite |
| Quai Marcel-Marais           | Droite |
| Quai d'Elbeuf                | Gauche |
| Quai du Cours-la-Reine       | Gauche |
| Quai Jacques-Anquetil        | Gauche |
| Quai Saint-Sever             | Gauche |
| Quai Jean-Moulin             | Gauche |
| Quai Cavelier-de-La-Salle    | Gauche |
| Quai Jean-de-Béthencourt     | Gauche |
| Quai de la Presqu'île-Rollet | Gauche |
| Quai de France               | Gauche |
| Quai d'Algérie               | Gauche |
| Quai de Rouen-Quevilly       | Gauche |

## Économie
La Seine et la proximité de la mer permettent à Rouen d'être à la fois un port maritime et un port fluvial. Rouen bénéficie également de sa position privilégiée entre Paris et Le Havre, port majeur en Europe. 
Sous l'Ancien Régime, il existait un arsenal et un chantier naval : le Clos aux galées.
En juillet 1800, l'Américain Robert Fulton réalisa à Rouen les premiers essais de son sous-marin le Nautilus.
Aujourd'hui, le grand port maritime de Rouen assure la gestion des installations portuaires de Rouen et de la basse Seine. C'est le cinquième port de commerce français en termes de tonnage global mais aussi le premier port européen pour l'exportation de céréales. Il existe aussi un terminal croisière et un port de plaisance.

## Tourisme et vie culturelle

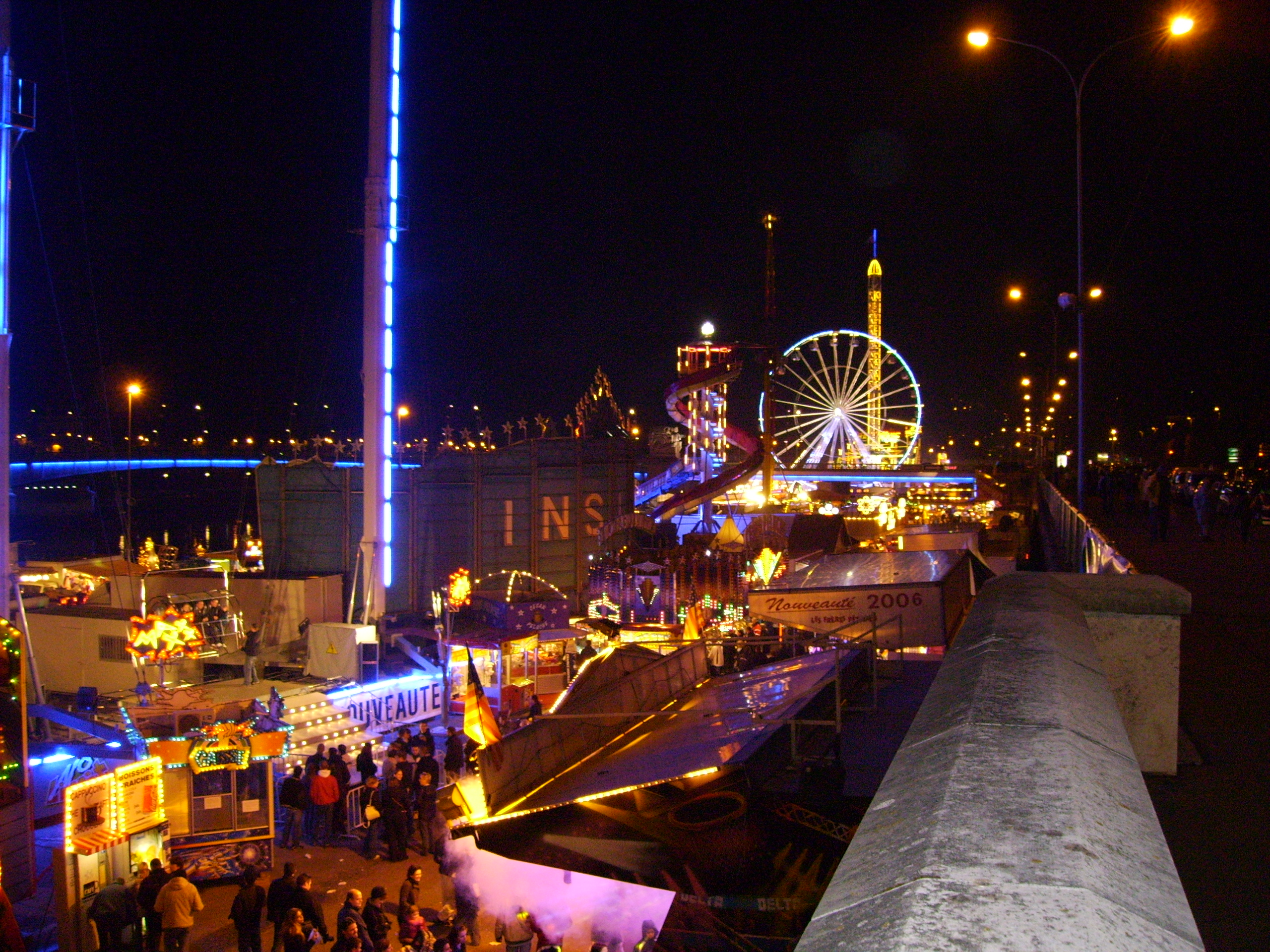
Foire Saint-Romain 2006, vue de nuit.

La Seine héberge plusieurs manifestations :
- Tous les ans depuis 1983, les quais bas rive gauche accueillent la foire Saint-Romain, la deuxième plus grande fête foraine en France ;
- Tous les quatre à cinq ans est organisée l'Armada de Rouen. Les bateaux, amarrés aux quais des deux rives en aval du pont Guillaume-le-Conquérant, sont accessibles gratuitement ;
- Le Musée maritime fluvial et portuaire de Rouen a ouvert ses portes à l'occasion de l'Armada du siècle, en 1999 ;
- La Seine accueille en mai les 24 Heures motonautiques de Rouen.

## Programme Seine Ouest
Dans les années d'après-guerre, Rouen a négligé son fleuve mais une reconquête a été amorcée à partir de 1999 grâce à un projet porté par différents acteurs de l'agglomération rouennaise, nommé «Seine Ouest». Ce vaste programme d'aménagement comprend, entre autres :
- La rénovation des quais bas rive droite et rive gauche (en cours) pour les transformer en lieux de promenade ;
- Le programme Transport est-ouest rouennais, TEOR ;
- Le sixième franchissement de la Seine par le pont Gustave-Flaubert ;
- La réhabilitation des différents hangars des docks : rive droite les hangars A à B accueillent déjà des activités de loisirs et de détente, des restaurants ainsi que certains lieux de travail en relation directe avec la Seine. Rive gauche, Le 106 est une salle de concerts labellisée musiques actuelles ;
- L'ouverture, en avril 2009, du centre commercial Docks 76, un lieu de loisir et de détente qui comprend un cinéma Pathé, un bowling et différentes enseignes commerçantes. Les deux hangars situés à proximité seront eux aussi réhabilités et aménagés en cafés et restaurant.
- Le lancement de deux écoquartiers, en rive droite, le écoquartier Luciline et, en rive gauche, l'écoquartier Flaubert.
- Le palais des sports de Rouen ;
- L'aménagement d'un port de plaisance.